# Kinoko Hajime
Kinoko Hajime est un photographe japonais et artiste de la corde, activité qui va au-delà du bondage japonais traditionnel.
Il est né en 1977 à Nagoya, Japon. Il a débuté le shibari en 2001 en autodidacte. À partir de 2008, il a suivi des enseignements auprès de Kanna, Akechi Denki et Yukimura Haruki.

## Style
Il a développé un style très personnel, inspiré de l'Ikebana. Son shibari s'applique tant aux personnes qu'aux objets. Il produit des patterns asymétriques et inspirés par les formes de l'objet ou de la personne qu'il encorde. Il utilise régulièrement des cordes de jute rouge, ce qui permet de reconnaître aisément son shibari.

## Publications
- (ja) Perfect Red, Tokyo, 2018  (ISBN 978-4862059208).
- (ja) Nawa-Ato, 2018  (ISBN 978-4908984099).
- (ja) Wayou Kinbaku Miyabi, 2020.